# Plechotice
Plechotice este o comună slovacă, aflată în districtul Trebišov din regiunea Košice. Localitatea se află la altitudinea de 142 m deasupra n.m., se întinde pe o suprafață de 12,94 km2 și în 2017 număra 784 de locuitori.

## Istoric
Localitatea Plechotice este atestată documentar din 1332.

## Demografie
| An:                | 1994 | 2004   | 2014   | 2024   |
| ------------------ | ---- | ------ | ------ | ------ |
| Număr de persoane: | 752  | 781    | 788    | 727    |
| Diferență:         |      | +3,85% | +0,89% | −7,74% |

| An:                | 2023 | 2024   |
| ------------------ | ---- | ------ |
| Număr de persoane: | 728  | 727    |
| Diferență:         |      | −0,13% |